# Едуард Август, герцог Кентський
Принц Едуард Август, герцог Кентський і Стратернській, граф Дублінський (англ. The Prince Edward Augustus, Duke of Kent and Strathearn, Earl of Dublin, 2 листопада 1767, Лондон — 23 грудня 1820, Сідмут) — член британської королівської сім'ї, четвертий син короля Георга III, батько королеви Вікторії.
У 1791—1802 служив у Канаді, де крім іншого влаштував лінію оптичного телеграфу від Галіфакса до Аннаполісу.
23 квітня 1799 отримав титули герцога Кентського та Стратернського, графа Дублінського, в цьому ж році, в травні був призначений Головнокомандувачем морськими провінціями Великої Британії в Північній Америці).
Брав участь в Наполеонівських війнах (був комендантом Гібралтару під час морської війни з Францією). Фельдмаршал (5 вересня 1805). Постійні фінансові труднощі змусили його в 1816 оселитися в Брюсселі, де він піддавався великим позбавленням.
У 1818, після смерті своєї племінниці принцеси Шарлотти, яка поставила Ганноверську династію на межу вимирання, одружився з Вікторією, дочкою герцога Саксен-Кобург-Заальфельдського Франца, княгинею-вдовою Лейнінгенською (1786—1861). У цьому шлюбі народилася донька Вікторія, майбутня королева Великої Британії.
Незадовго до смерті повернувся до Англії, помер від пневмонії за 6 днів до смерті батька, через 8 місяців після народження дочки. Похований в каплиці Сент-Джеймс Віндзорського замку.